# Clougha Pike
Der Clougha Pike ist ein Berg in Lancashire, England. Der Clougha Pike ist der westlichste der Berge, die in einer Kette von West nach Ost durch den Forest of Bowland verlaufen. Der Berg ist 413 m hoch, er hat aber nur eine Schartenhöhe von 3 m.
Der River Conder entspringt am Nordhang des Berges. Auf dem Gipfel des Clougha Pike befindet sich ein trigonometrischer Punkt.
Am Westhang des Berges in der Richtung von Quernmore wurden Mühlsteine für die Verwendung in Handdrehmühlen (auch Quern genannt) in einem heute noch sichtbaren Steinbruch abgebaut.
Ein Aufstieg auf den Clougha Pike ist sowohl von Quernmore, wie auch über einen sumpfigen Weg vom Grit Fell möglich.